# Rysslands Grand Prix 2021
Rysslands Grand Prix 2021, officiellt Formula 1 VTB Russian Grand Prix 2021, var ett Formel 1-lopp som kördes den 26 september 2021 på Sotji Autodrom i Ryssland. Loppet var det femtonde loppet ingående i Formel 1-säsongen 2021, och kördes  över 53 varv.

## Ställning i mästerskapet före loppet
| Pos. | Förare          | Poäng |
| ---- | --------------- | ----- |
| 1    | Max Verstappen  | 224,5 |
| 2    | Lewis Hamilton  | 221,5 |
| 3    | Valtteri Bottas | 138   |
| 4    | Lando Norris    | 132   |
| 5    | Sergio Pérez    | 118   |

| Pos. | Konstruktör      | Poäng |
| ---- | ---------------- | ----- |
| 1    | Mercedes         | 359,5 |
| 2    | Red Bull-Honda   | 342,5 |
| 3    | McLaren-Mercedes | 214   |
| 4    | Ferrari          | 201,5 |
| 5    | Alpine-Renault   | 95    |

- Notering: Endast de fem bästa placeringarna i vardera mästerskap finns med på listorna.

## Träningspassen
Det första träningspasset startade 10:30 svensk tid (11:30 moskvatid) den 24 september 2021. Inga större incidenter uppstod. Lando Norris snurrade med sin bil. Valtteri Bottas var snabbast i det första träningspasset tillsammans med sin Mercedes-stallkamrat, Lewis Hamilton på andra plats. Red Bulls Max Verstappen var tredje snabbast.
Det andra träningspasset startade klockan 14:00 svensk tid (15:00 moskvatid) samma dag. Antonio Giovinazzi kraschade sin bil vilket orsakade en röd flagga. I slutet av passet körde Pierre Gasly över en trottoarkant vilket orsakade skada på hans framvinge. Bottas var återigen snabbast följt av sin Mercedes-stallkamrat med Pierre Gasly för AlphaTauri på tredje plats.
Det tredje träningspasset skulle startat klockan 11:00 svensk tid (12:00 moskvatid) men ställdes in på grund av ogynnsamma väderförhållanden.

## Kvalet
Lando Norris för McLaren tog sin första pole position inom Formel 1. Carlos Sainz, Jr. för Ferrari knep andra plats medan George Russell för Williams tog tredje platsen.
Med bara runt sju minuter kvar i den tredje kvalrundan uppmärksammade George Russell att det var dags att byta över till torrdäck eftersom banan torkade upp snabbt. Andra förare hakade på efter några minuter medan Mercedes väntade med att ta in både Lewis Hamilton och Valtteri Bottas tills det bara var cirka fyra minuter kvar på klockan. När Mercedes valde att kalla in sina förare, gled Hamilton in i väggen med sin bil när han skulle köra in till depån för däckbyte. Detta ledde till att hans framvinge knäcktes på mitten vilket kostade honom tid för ett extra flygande varv vilket var kritiskt då däcken inte kan bli tillräckligt varma med ett flygande varv. Hamilton hade provisorisk pole position när tiden tog slut i den tredje kvalrundan. Carlos Sainz, Jr. lyckades sätta en varvtid snabbare än Hamilton och tog då över det snabbaste varvet i kvalrundan. Kort därefter satte Lando Norris den snabbaste tiden. George Russell lyckades också sätta en tid snabbare än Hamiltons tid vilket ledde till att Hamilton tappade från provisorisk pole till fjärde plats. Kort därefter på Lewis Hamiltons sista flygande varv, tappade han greppet vilket resulterade i att bilen snurrade. Detta kostade honom möjligheten till pole position. Valtteri Bottas saktades också ner drastiskt då han förlorade tid när Lewis Hamilton kom in i depån före honom.
| Pos.                      | Nr. | Förare             | Konstruktör               | Kvaltider | Kvaltider | Kvaltider | Start- grid |
| Pos.                      | Nr. | Förare             | Konstruktör               | Q1        | Q2        | Q3        | Start- grid |
| ------------------------- | --- | ------------------ | ------------------------- | --------- | --------- | --------- | ----------- |
| 1                         | 4   | Lando Norris       | McLaren-Mercedes          | 1:47,238  | 1:45,827  | 1:41,993  | 1           |
| 2                         | 55  | Carlos Sainz, Jr.  | Ferrari                   | 1:47,924  | 1:46,521  | 1:42,510  | 2           |
| 3                         | 63  | George Russell     | Williams-Mercedes         | 1:48,303  | 1:46,435  | 1:42,983  | 3           |
| 4                         | 44  | Lewis Hamilton     | Mercedes                  | 1:45,992  | 1:45,129  | 1:44,050  | 4           |
| 5                         | 3   | Daniel Ricciardo   | McLaren-Mercedes          | 1:48,345  | 1:46,361  | 1:44,156  | 5           |
| 6                         | 14  | Fernando Alonso    | Alpine-Renault            | 1:47,877  | 1:45,514  | 1:44,204  | 6           |
| 7                         | 77  | Valtteri Bottas    | Mercedes                  | 1:46,396  | 1:45,306  | 1:44,710  | 161         |
| 8                         | 18  | Lance Stroll       | Aston Martin-BWT Mercedes | 1:48,322  | 1:46,360  | 1:44,956  | 7           |
| 9                         | 11  | Sergio Pérez       | Red Bull-Honda            | 1:46,455  | 1:45,834  | 1:45,337  | 8           |
| 10                        | 31  | Esteban Ocon       | Alpine-Renault            | 1:48,099  | 1:46,070  | 1:45,865  | 9           |
| 11                        | 5   | Sebastian Vettel   | Aston Martin-BWT Mercedes | 1:47,205  | 1:46,573  | N/A       | 10          |
| 12                        | 10  | Pierre Gasly       | Alpha Tauri-Honda         | 1:47,828  | 1:46,641  | N/A       | 11          |
| 13                        | 22  | Yuki Tsunoda       | Alpha Tauri-Honda         | 1:48,854  | 1:46,751  | N/A       | 12          |
| 14                        | 6   | Nicholas Latifi    | Williams-Mercedes         | 1:48,252  | Ingen tid | N/A       | 182         |
| 15                        | 16  | Charles Leclerc    | Ferrari                   | 1:48,470  | Ingen tid | N/A       | 193         |
| 16                        | 7   | Kimi Räikkönen     | Alfa Romeo-Ferrari        | 1:49,586  | N/A       | N/A       | 13          |
| 17                        | 99  | Antonio Giovinazzi | Alfa Romeo-Ferrari        | 1:49,830  | N/A       | N/A       | 174         |
| 18                        | 47  | Mick Schumacher    | Haas-Ferrari              | 1:51,023  | N/A       | N/A       | 14          |
| 19                        | 9   | Nikita Mazepin     | Haas-Ferrari              | 1:53,764  | N/A       | N/A       | 15          |
| 20                        | 33  | Max Verstappen     | Red Bull-Honda            | Ingen tid | N/A       | N/A       | 205         |
| 107 %-gränsen: 1:53,411 6 |     |                    |                           |           |           |           |             |
| Källor:                   |     |                    |                           |           |           |           |             |

Noter
- ^1  – Valtteri Bottas flyttas ner 15 platser på startgridden för överskridande av sin kvot av nya motorer.[7]
- ^2  – Nicholas Latifi är tvungen att starta sist på startgridden för överskridande av sin kvot av nya motorer.[8]
- ^3  – Charles Leclerc är tvungen att starta sist på startgridden för överskridande av sin kvot av nya motorer.[9]
- ^4  – Antonio Giovinazzi flyttas ner 5 platser efter att ha fått en ny växellåda.[10]
- ^5  – Max Verstappen är tvungen att starta tre platser ner efter att ha orsakat en krasch i den tidigare ronden vid Italiens Grand Prix.[11]  Han kommer också att behöva starta sist eftersom han har överskridit sin kvot av nya motorer.[12]
- ^6  – Eftersom kvalet hölls vid blött vägunderlag, tillämpades inte 107%-regeln.[13]

## Loppet
Lewis Hamilton vann loppet och tog därmed sin 100:e Formel 1 seger i karriären. Max Verstappen kom på andraplats efter att ha startat längst bak på griden. Carlos Sainz, Jr. tog tredjeplatsen på podiet.
Under de sista varven av loppet kom nederbörd vilket gjorde att många förare valde att gå i depå för att byta däck. Lando Norris som hade lett loppet under majoriteten av tiden valde att chansa på att stanna ute i hopp om att regnet skulle avta, men istället kom det ännu mer regn. Lewis Hamilton som låg tvåa valde dock att gå in för ett depåstopp. Lando Norris lyckades inte hålla sin bil kvar på banan i vätan vilket gjorde att Lewis Hamilton kunde köra förbi och han tog därmed ledningen. Hamilton vann sedan loppet med över 53 sekunders marginal till Max Verstappen som hamnade på andraplats. Lando Norris tappade från att ha lett loppet till att bli sjua i mål efter att slutligen ha tvingats byta till intermediates däcken under de två avslutande varven.
| Pos.                                                       | Nr. | Förare             | Konstruktör               | Varv | Tid/Bröt    | Grid | Poäng |
| ---------------------------------------------------------- | --- | ------------------ | ------------------------- | ---- | ----------- | ---- | ----- |
| 1                                                          | 44  | Lewis Hamilton     | Mercedes                  | 53   | 1:30:41,001 | 4    | 25    |
| 2                                                          | 3   | Max Verstappen     | Red Bull-Honda            | 53   | +53,271     | 20   | 18    |
| 3                                                          | 55  | Carlos Sainz, Jr.  | Ferrari                   | 53   | +1:02,475   | 2    | 15    |
| 4                                                          | 3   | Daniel Ricciardo   | McLaren-Mercedes          | 53   | +1:05,607   | 5    | 12    |
| 5                                                          | 77  | Valtteri Bottas    | Mercedes                  | 53   | +1:21,321   | 16   | 10    |
| 6                                                          | 14  | Fernando Alonso    | Alpine-Renault            | 53   | +1:27,224   | 6    | 8     |
| 7                                                          | 4   | Lando Norris       | McLaren-Mercedes          | 53   | +1:28,955   | 1    | 71    |
| 8                                                          | 7   | Kimi Räikkönen     | Alfa Romeo-Ferrari        | 53   | +1:30,076   | 13   | 4     |
| 9                                                          | 11  | Sergio Pérez       | Red Bull-Honda            | 53   | +1:40,551   | 8    | 2     |
| 10                                                         | 63  | George Russell     | Williams-Mercedes         | 53   | +1:46,198   | 3    | 1     |
| 11                                                         | 18  | Lance Stroll       | Aston Martin-BWT Mercedes | 52   | +1 varv     | 7    |       |
| 12                                                         | 5   | Sebastian Vettel   | Aston Martin-BWT Mercedes | 52   | +1 varv     | 10   |       |
| 13                                                         | 10  | Pierre Gasly       | Alpha Tauri-Honda         | 52   | +1 varv     | 11   |       |
| 14                                                         | 31  | Esteban Ocon       | Alpine-Renault            | 52   | +1 varv     | 9    |       |
| 15                                                         | 16  | Charles Leclerc    | Ferrari                   | 52   | +1 varv     | 19   |       |
| 16                                                         | 99  | Antonio Giovinazzi | Alfa Romeo-Ferrari        | 52   | +1 varv     | 17   |       |
| 17                                                         | 22  | Yuki Tsunoda       | Alpha Tauri-Honda         | 52   | +1 varv     | 12   |       |
| 18                                                         | 9   | Nikita Mazepin     | Haas-Ferrari              | 51   | +2 varv     | 15   |       |
| 192                                                        | 6   | Nicholas Latifi    | Williams-Mercedes         | 47   | DNF         | 18   |       |
| RET                                                        | 47  | Mick Schumacher    | Haas-Ferrari              | 32   | DNF         | 14   |       |
| Snabbaste varvet: Lando Norris, McLaren-Mercedes, 1:37,423 |     |                    |                           |      |             |      |       |
| Källor:                                                    |     |                    |                           |      |             |      |       |

Noter
- ^1  – Inkluderar en extra poäng för snabbaste varv.
- ^2  – Nicholas Latifi körde färdigt mer än 75% av loppet och klassificeras därmed som att ha kört färdigt loppet.

## Ställning i mästerskapet efter loppet
| Pos.  | Förare          | Poäng |
| ----- | --------------- | ----- |
| 1 ▲ 1 | Lewis Hamilton  | 246,5 |
| 2 ▼ 1 | Max Verstappen  | 244,5 |
| 3 ▬   | Valtteri Bottas | 151   |
| 4 ▬   | Lando Norris    | 139   |
| 5 ▬   | Sergio Pérez    | 120   |

| Pos. | Konstruktör      | Poäng |
| ---- | ---------------- | ----- |
| 1 ▬  | Mercedes         | 397,5 |
| 2 ▬  | Red Bull-Honda   | 364,5 |
| 3 ▬  | McLaren-Mercedes | 234   |
| 4 ▬  | Ferrari          | 216,5 |
| 5 ▬  | Alpine-Renault   | 103   |

- Notering: Endast de fem bästa placeringarna i vardera mästerskap finns med på listorna.